# Tropidion ecoparaba
Tropidion ecoparaba là một loài bọ cánh cứng trong họ Cerambycidae.